# Santos Kaway Komori
Santos Kaway Komori (Puerto Maldonado, 22 de marzo de 1940) es un contador público y político peruano. Fue Presidente Regional de Madre de Dios entre 2007 y 2010 y alcalde de la provincia de Tambopata durante dos periodos entre 1996 y 2002.
Nació en Puerto Maldonado (Madre de Dios), el 22 de marzo de 1940, hijo de Luis Takeichi Kaway y Hortencia Tatsue Komori. Curso sus estudios primarios en su ciudad natal y los secundarios en el Colegio Nacional Nuestra Señora de Guadalupe en la ciudad de Lima. Entre 1963 y 1967 cursó estudios superiores de contabilidad en la Universidad Nacional de San Antonio Abad del Cusco.
Su primera participación política se dio en las elecciones municipales de 1995 cuando fue elegido alcalde provincial de Tambopata siendo reelegido en las elecciones de 1998 cuando candidateó por el movimiento fujimorista Vamos Vecino. Luego, participó en las elecciones regionales del 2006 como candidato a la presidencia del Gobierno Regional de Madre de Dios resultando elegido con el 33.487% de los votos. Tentó su reelección en las elecciones regionales del 2010 y en las del 2014 sin éxito.
El año 2012, Kaway fue condenado a 60 días multa y al pago de 11,500 soles de reparación civil por el delito de abuso de autoridad durante su gestión como presidente regional al nombrar como director de personal del Gobierno Regional a Ángel Pérez Ocampo quien no reunía los requisitos mínimos exigidos para ese cargo.